# شکارچی انسان (فیلم)
شکارچی انسان (به انگلیسی: Manhunter) نام یک فیلم حادثه‌ای به کارگردانی مایکل مان محصول سال ۱۹۸۶ آمریکاست، که بر اساس رمانی به نام اژدهای سرخ اثر توماس هریس ساخته شده است. (این اثر را می‌توان ترسناک‌ترین فیلم سینمایی در ژانر وحشت تاریخ سینما دانست به دور از جلوه‌های ویژه تصویری و حقه‌های سینمایی واین فیلم جایزه اسکار بهترین فیلم شده است.